# St. Marien (Solkwitz)

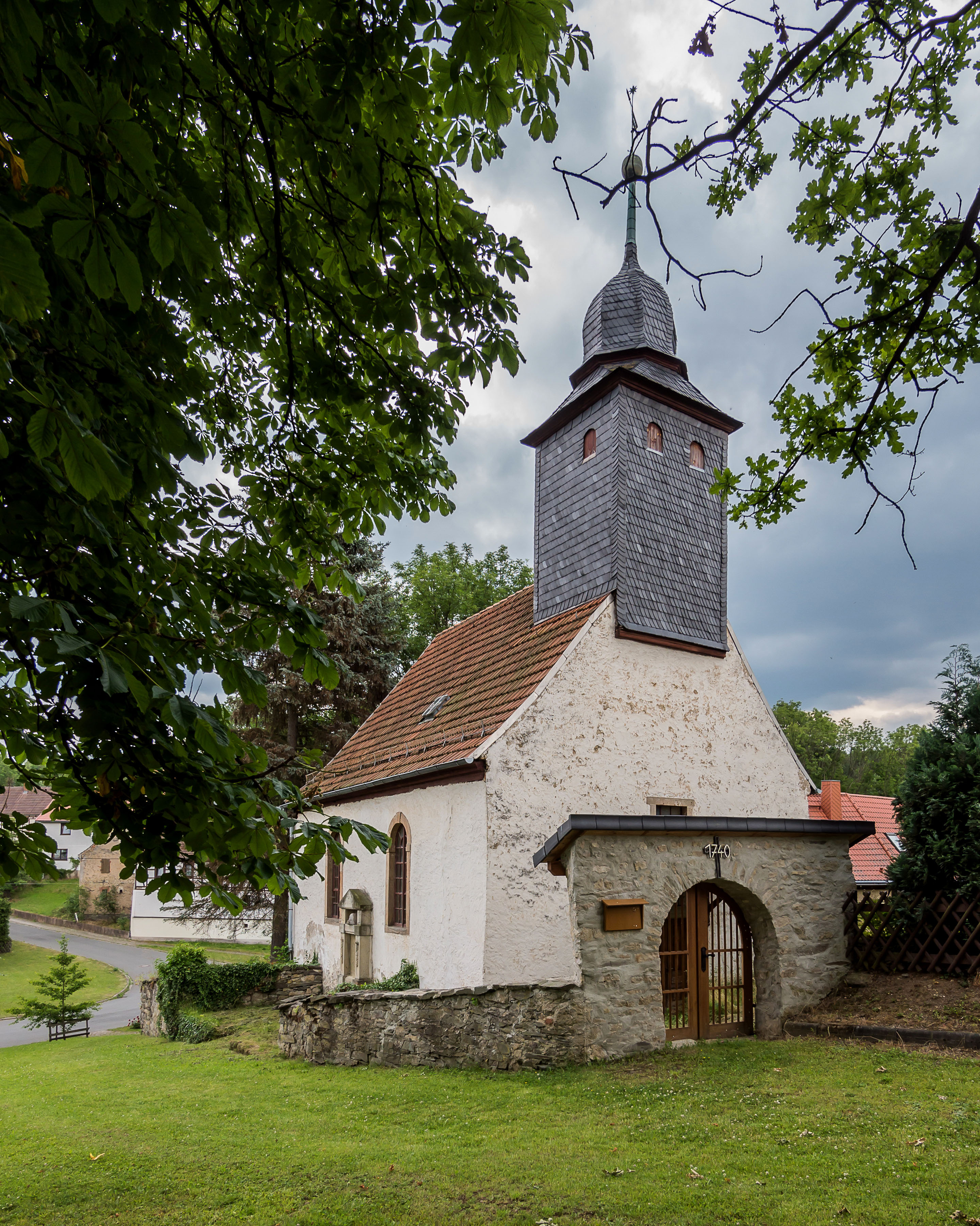
St. Marien in Solkwitz

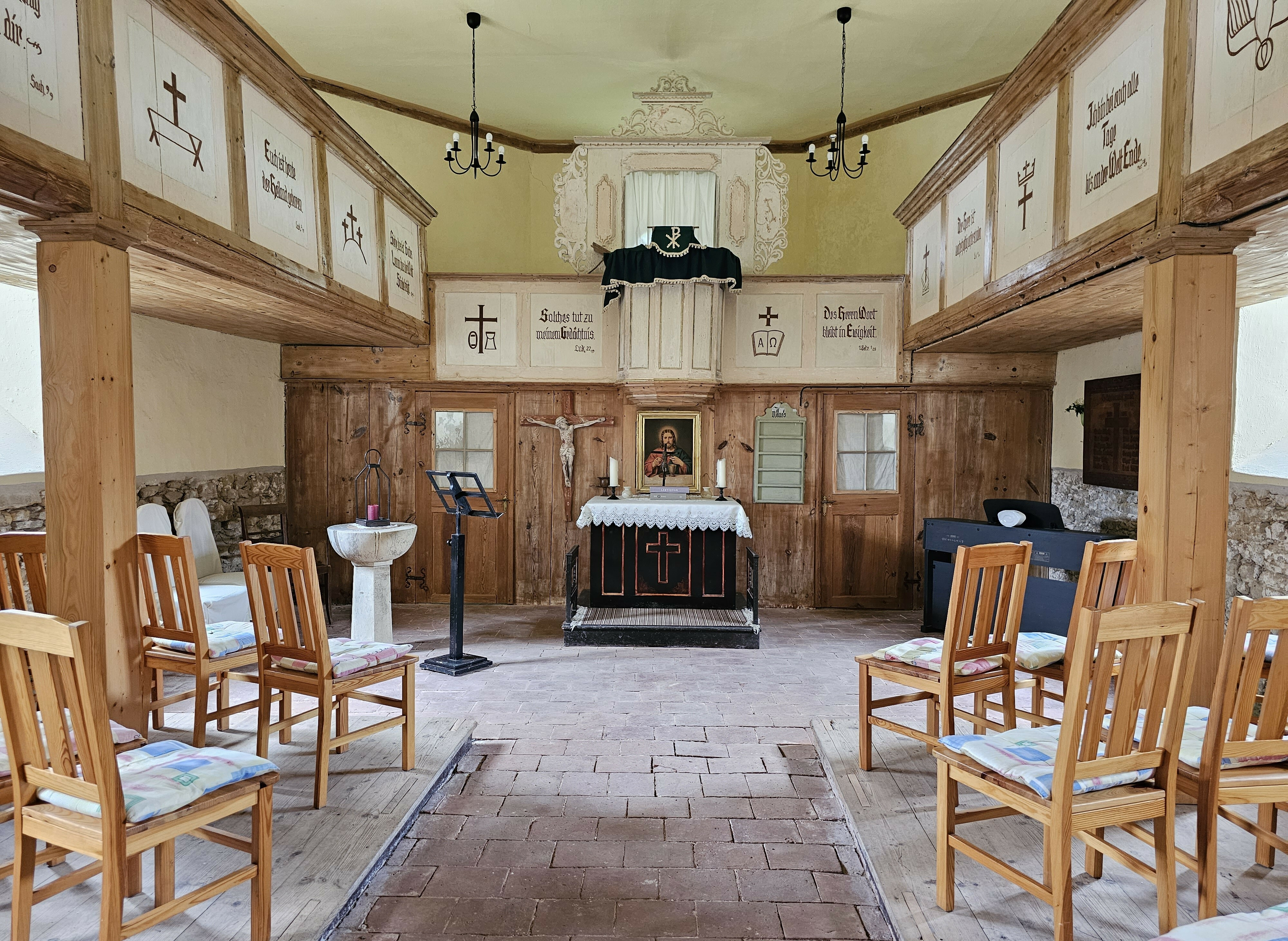
Innenraum, Blick nach Osten (2023)

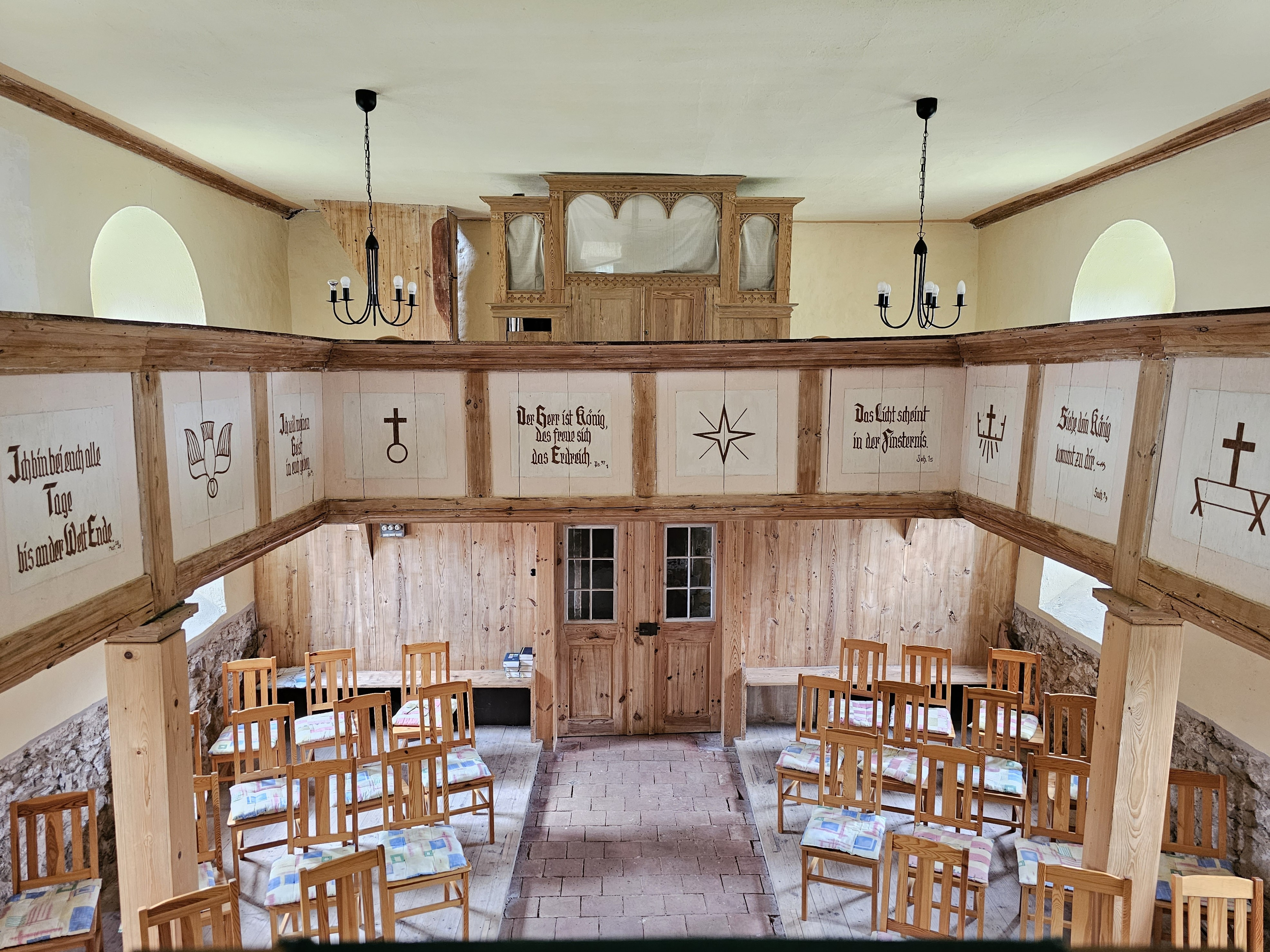
Innenraum, Blick nach Westen

Die evangelische Dorfkirche St. Marien steht in der Gemeinde Solkwitz im Saale-Orla-Kreis in Thüringen.

## Geschichte und Beschreibung
Eine Marienkapelle wurde 1412 erstmals urkundlich erwähnt. Die heutige Marienkirche ist ein rechteckiges Bauwerk mit westlichem Dachreiter. Sie besitzt einen dreiseitigen polygonalen Abschluss.
Über der Tür befindet sich die eingemeißelte Jahreszahl 1740. Auch die Wetterfahne und die Kanzel tragen diese Jahreszahl. Es könnte die Jahreszahl der Umwidmung der Kapelle zur Kirche sein. Man ist sich einig, dass das Gotteshaus älter ist und aus gotischer Zeit stammen könnte.
Im Kirchenschiff befindet sich eine rund umlaufende Empore. Auf den Brüstungsfeldern befinden sich abwechselnd biblische Symbole und Sprüche, geschaffen von einem örtlichen Maler aus dem Jahr 1949. Der kleine Kanzelaltar der Barockzeit ist in diese einbezogen. Der Ort, an dem der Prediger steht, ist von einem lebendigen Rahmenwerk des Barock umgeben. Die Orgel von Friedrich Wilhelm Dornheim (Eichfeld) aus dem Jahr 1863 ist bereits seit den 1950/60er Jahren nicht mehr spielbar. Im Turm hängen zwei Glocken, eine davon aus dem Jahr 1780.